# Michael Kamen
Michael Arnold Kamen (15. april 1948, New York City, USA – 18. november 2003) var en amerikansk dirigent, komponist og musiker.
Han var medstifter og keyboardspiller i The New York Rock & Roll Orchestra, som var aktive fra 1967. Orkesteret var dannet af Juilliard School elever, som havde lært hinanden at kende som deltagere ved Leonard Bernstein's Young People's Concerts.
Kamen var kendt for at have arbejdet sammen med et utal af rock- og heavygrupper og solister, herunder Pink Floyd, Queen, Metallica, Peter Gabriel og Roger Waters. Ud over at dirigere spillede Michael Kamen også på obo og klaver. Michael Kamen har også skrevet filmmusik til Brazil, Highlander, X-Men, Robin Hood - Prince of Thieves, de tre første film i Die Hard'-serien, samt en række tv-serier og balletter.

## Ekstern henvisning
- MichaelKamen.com – officiel hjemmeside
- Michael Kamen på Internet Movie Database (engelsk)
- Michael Kamen på Filmdatabasen
- Michael Kamen på Scope
- Michael Kamen på Svensk Filmdatabas (svensk)
- Michael Kamen på AlloCiné (fransk)
- Michael Kamen på AllMovie (engelsk)
- Michael Kamen på The Movie Database (engelsk)
- Michael Kamen på Internet Broadway Database (engelsk)